# Енергетик (Владимир)
Енерге́тик — мікрорайон міста Владимир, Росія, адміністративно відноситься до Ленінського району. Знаходиться на західній околиці міста. Заснований як селище Юр'євець-2, був частиною селища Юр'євець. З 1992 року мав статус селища міського типу. 1 січня 2006 року увійшов в склад міста Владимир.
Населення селища в 2002 році становило 6 029 осіб.
В мікрорайоні працюють 2 птахофабрики, підприємство міжсистемних електромереж та потужна електростанція, яка виробляє електроенергію для всього Владимира.
З центром міста мікрорайон з'єднаний кількома автобусними маршрутами.